# Dağyolu
Dağyolu (türkisch für Bergstraße) ist ein Dorf (Köy) im Landkreis Pülümür der türkischen Provinz Tunceli. Im Jahr 2011 lebten in Dağyolu 91 Menschen.